# Mieczysław Hajczyk
Mieczysław Hajczyk (ur. ok. 1901 w Dąbrowie Górniczej, zm. 6 marca 1925 tamże) - działacz komunistyczny.
Syn górnika. W wieku 14 lat zaczął pracować w kopalni "Reden". Pod koniec 1918 wstąpił do zbrojnego ramienia Rady Delegatów Robotniczych Zagłębia Dąbrowskiego - Czerwonej Gwardii, a następnie do KPRP, gdzie był technikiem partyjnym i skarbnikiem Komitetu Dzielnicowego. 27 lutego 1925 wraz z innym aktywistą, F. Pilarczykiem, dokonał zamachu na policyjnego prowokatora Kamińskiego. 6 marca 1925 obaj zostali otoczeni w domu przy ul. Chopina przez policję i zginęli w strzelaninie.